# Noé-les-Mallets
Noé-les-Mallets (till 2011: Noë-les-Mallets) är en kommun i departementet Aube i regionen Grand Est (tidigare regionen Champagne-Ardenne) i nordöstra Frankrike. Kommunen ligger  i kantonen Essoyes som ligger i arrondissementet Troyes. År 2022 hade Noé-les-Mallets 104 invånare.

## Befolkningsutveckling
Antalet invånare i kommunen Noé-les-Mallets
Referens: INSEE